# Gamasellus venustus
Gamasellus venustus är en spindeldjursart som beskrevs av Ishikawa 1983. Gamasellus venustus ingår i släktet Gamasellus och familjen Ologamasidae. Inga underarter finns listade i Catalogue of Life.